# موتون - دوفارنيه (مترو باريس)
موتون - دوفارنيه (بالفرنسية: Mouton-Duvernet)‏ هي محطة مترو تابعة لمترو باريس تقع في فرنسا في الدائرة الرابعة عشرة في باريس.[بحاجة لمصدر]تُعتبر هذه المحطة جزءًا من خط المترو 4، الذي يمتد من محطة "بورت دو كلينان" إلى "بورت دي أورليان". تم افتتاح المحطة في عام 1909، وهي واحدة من المحطات التي تعكس تاريخ وتطور نظام النقل في باريس.

## الموقع والتصميم
تقع محطة موتون - دوفارنيه في منطقة حيوية من باريس، بالقرب من العديد من المعالم السياحية والمرافق العامة. تتميز المحطة بتصميمها الكلاسيكي، حيث تحتوي على أرصفة واسعة وسقف مرتفع، مما يوفر تجربة مريحة للركاب. كما تتميز المحطة باللوحات الإرشادية التقليدية التي تُستخدم في جميع محطات مترو باريس.

## الخدمات والمرافق
تقدم محطة موتون - دوفارنيه مجموعة من الخدمات والمرافق للركاب، بما في ذلك:
- معلومات الركاب: توفر المحطة معلومات حول مواعيد القطارات والاتجاهات.
- متاجر ومقاهي: تحتوي المحطة على بعض المتاجر والمقاهي التي تقدم خدمات للركاب.
- الوصول لذوي الاحتياجات الخاصة: تم تحسين بعض المرافق لتكون أكثر ملاءمة لذوي الاحتياجات الخاصة.

## الأهمية الثقافية والتاريخية
تعتبر محطة موتون - دوفارنيه جزءًا من تاريخ مترو باريس، الذي يُعتبر واحدًا من أقدم وأكبر أنظمة المترو في العالم. تلعب المحطة دورًا مهمًا في ربط المناطق المختلفة في باريس، مما يسهل حركة السكان والزوار.

## المعالم القريبة
تقع محطة موتون - دوفارنيه بالقرب من العديد من المعالم السياحية، بما في ذلك:
- حديقة مونتسوري: وهي حديقة جميلة توفر مساحة للاسترخاء والتمتع بالطبيعة.
- كنيسة سانت بيير دو مونتسوري: وهي كنيسة تاريخية تعكس العمارة الفرنسية التقليدية.

## خاتمة
تُعتبر محطة موتون - دوفارنيه جزءًا لا يتجزأ من نظام مترو باريس، حيث تلعب دورًا مهمًا في تسهيل حركة الركاب في المدينة. بفضل موقعها المركزي والخدمات التي تقدمها، تظل المحطة وجهة حيوية للسكان والزوار على حد سواء